# 片親性ダイソミー
片親性ダイソミー（かたおやせいダイソミー、英: Uniparental disomy、略称: UPD）は、いずれか一方の親から2コピーの染色体または染色体の一部を受け取り、もう一方の親からは受け取らなかった場合に生じる。UPDには、一方の親から同一でない染色体対を受け取っている場合（ヘテロダイソミー [heterodisomy]、減数分裂第一分裂のエラー）、もしくは一方の親の1本の染色体が重複したものである場合（イソダイソミー [アイソダイソミー, isodisomy]、第二分裂のエラー）がある。イソダイソミーやヘテロダイソミーによって親特異的なゲノムインプリンティングが損なわれる場合があり、ゲノムインプリンティング異常症の原因となる。さらに、イソダイソミーでは多くの遺伝子がホモ接合型となるため、近親婚家庭の子供でみられるのと同じように、劣性遺伝形質が出現する可能性がある。
UPDは2000出生当たり1人の割合でみられる。

## 病態生理
UPDは卵形成や精子形成時の無作為なイベントして生じる場合があり、初期胚発生時やトリソミーレスキューによって起こる場合もある。
- 子が一方の親から2つの異なる相同染色体を受け取った場合、ヘテロダイソミーと呼ばれる。乗換えが起こっていない場合、ヘテロダイソミーは減数第一分裂時のエラーを意味している。
- 子が1本の染色体の2つの同一なレプリカを受け取った場合、イソダイソミーと呼ばれる。乗換えが起こっていない場合、イソダイソミーは減数第二分裂時のエラーもしくは接合後の染色体重複を意味している。
- 乗換えが起こっている場合、減数第一分裂時のエラーによってイソダイソミーとなる場合がある。例えばdistal isodisomyのように、乗換えが起こった遺伝子座では減数第一分裂時のエラーによってイソダイソミーが生じる。
- 同様に、乗換えが起こっている場合には減数第二分裂時のエラーによってヘテロダイソミーとなる場合もある[5]。

## 表現型
UPDの大部分では、表現型の異常が引き起こされることはない。しかしながら、UPDの原因となるイベントが減数第二分裂時に生じた場合には、片親由来の染色体の遺伝子に関して同一のコピーを持つこととなり、稀な劣性疾患が生じる可能性がある。劣性疾患の症状を示す患者の一方の親のみが保因者である場合、UPDが疑われる。
インプリンティング遺伝子の片親遺伝も表現型の異常を引き起こす場合がある。インプリンティング遺伝子として同定されているものはわずかであるが、インプリンティング遺伝子の片親遺伝は遺伝子機能の喪失を引き起こす場合があり、発生の遅れ、精神遅滞やその他の健康問題が引き起こされる場合がある。
- 最もよく知られている疾患としては、プラダー・ウィリ症候群やアンジェルマン症候群がある。これらの疾患はどちらも15番染色体（英語版）の長腕に位置するインプリンティング関連遺伝子のUPDやその他のエラーによって引き起こされる[6]。
- ベックウィズ・ヴィーデマン症候群（英語版）は、11番染色体（英語版）短腕に位置するインプリンティング遺伝子の異常と関係している。
- 14番染色体（英語版）に関しても、UPDによって骨格の異常、知的障害、関節拘縮など、特定の症状が引き起こされることが知られている[7][8]。

UPDの前向き研究はほとんど行われておらず、大部分の研究は既知の疾患や偶発病変に焦点を当てたものである。UPDの発生率は考えられているほど低くはなく、過少報告されている可能性が提唱されている。

## 全染色体
ゲノムワイドUPD（genome wide UPD）またはuniparental diploidyは、すべての染色体が一方の親から遺伝している状態である。この現象はモザイクの場合のみ、生存可能である。2017年時点で、ゲノムワイドUPDは18症例が報告されているのみである。

## 歴史
UPDの最初の臨床例が報告されたのは1988年であり、嚢胞性線維症と低身長の少女が母親由来の7番染色体を2コピー持っていることが報告された。